# Gorna Oryahovitsa (obchtina)
La commune de Gorna Oryahovitsa (en bulgare Община Горна Оряховица - Obchtina Gorna Oryahovitsa) est située dans le centre-nord de la Bulgarie.

## Géographie
La commune de Gorna Oryahovitsa est située dans le centre-nord de la Bulgarie, à 225 km à l'est-nord-est de la capitale Sofia. Le territoire de la commune s'étend à l'extrémité sud de la Plaine danubienne et sur les pentes septentrionale du Grand Balkan. De ce fait, l'altitude moyenne de la commune est de 218 m. mais varie entre 92 et 412 mètres. La commune est traversée par la rivière Yantra et séparée de Veliko Tarnovo par la Montagne d'Arbanassi.
Après avoir augmenté de manière soutenue, la population de la commune décroit régulièrement depuis les changements politiques, sociaux et économiques survenus en Bulgarie après 1989.
| 1975   | 1985   | 1992   | 2001   | 2005   | 2008   | 2011   |
| ------ | ------ | ------ | ------ | ------ | ------ | ------ |
| 58 413 | 62 367 | 58 529 | 53 342 | 50 909 | 49 260 | 46 111 |

## Administration
Le chef-lieu de la commune est la ville de Gorna Oryahovitsa et elle fait partie de la région de Veliko Tarnovo.

### Structure administrative
La commune compte deux villes (Gorna Oryahovitsa) et douze villages :
| - Ville de Gorna Oryahovitsa - Ville de Dolna Oryahovitsa - Village de Draganovo - Village de Gorski Dolen Trambech - Village de Gorski Goren Trambech | - Village de Kroucheto - Village de Païssii - Village de Parvomaytsi - Village de Pissarévo - Village de Polikraishte | - Village de Pravda - Village de Stréléts - Village de Varbitsa - Village de Yantra |

### Jumelages
La commune de Gorna Oryahovitsa est jumelée avec les communes suivantes :
- Waren (Müritz) (Allemagne)
- Smaliavitchy (Biélorussie)
- Szigetszentmiklós (Hongrie)
- Statte (Italie)
- Rosiori de Vede (Roumanie)
- Tcherepovets (Russie)
- Büyükçekmece (Turquie)

## Galerie

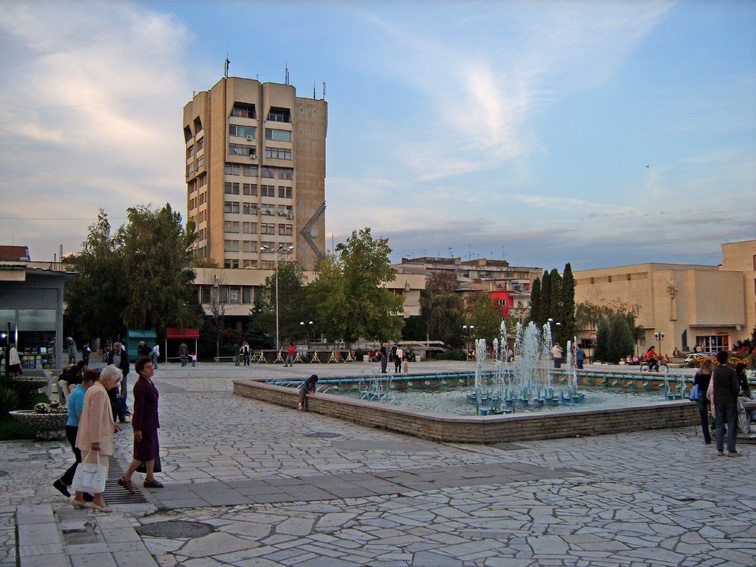
La place Guéorgui Izmirliev à Gorna Oryahovitsa
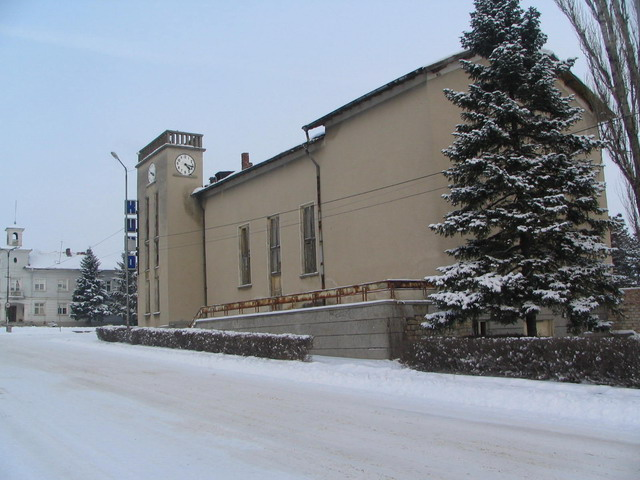
Le Tchitalichté à Dolna Oryahovitsa
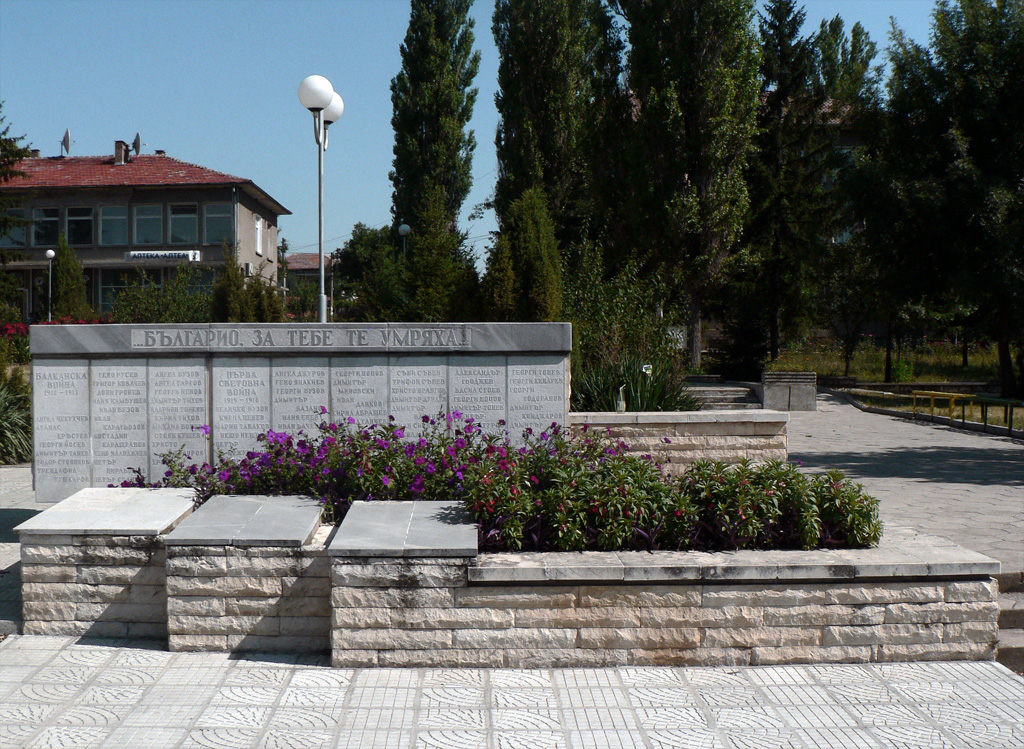
Monuments aux morts à Parvomaïtsi